# オピーオーン
オピーオーン（古希: Ὀφίων, Ophīōn）、あるいはオピオネウス（古希: Ὀφιονεύς, Ophioneus）は、ギリシア神話の神である。オーケアノスの娘エウリュノメーを妻とし、オリュムポスの原初の支配者といわれる。名にオピス（蛇）の語を含むため、蛇の神と考えられている。日本語では長母音を省略してオピオンとも表記される。

## 神話
シュロスのペレキューデースによると、かつて神々の間に戦争が起こり、オピオネウスとクロノスは互いに軍を率いて戦ったが、そのさい両者はどちらかの軍をオゲノス（オーケアノス）に突き落とした方が勝者となり天を支配することができる、という約束をした。
この戦いはロドスのアポローニオスによるとクロノスの勝利に終わった。オピーオーンはクロノスと腕力を競って敗れると、妻のエウリュノメーとともにクロノスとレアーにオリュムポスの支配権を譲って、海の中に消えたという。『アルゴナウティカ』の中でこの神話を語っているのはトラーキアの楽人オルペウスであるため、この神話はオルペウスの著書の断片であるとか、オルペウス教の神話であるといわれることがある。
さらにペレキューデースはオピオネウスの誕生や、オピオニダイ（オピオネウスの子供たち）に関する神話も書いたらしいが、現存していない。
イギリスの詩人ロバート・グレーヴスは独自に再構築した原ギリシアの創造神話を「ペラスゴイ人の創世神話」として紹介しているが、そこではオピーオーンはペラスゴイ人の創造神話の神の1人だったと語られている。それによるとオピーオーンはエウリュノメーが北風を両手で捕まえ、激しくこすり伸ばすことで生まれたとされる。そしてエウリュノメーに欲情して交わり、宇宙卵をもうけ、卵の中から世界を孵化させた。しかしオピーオーンはエウリュノメーを差し置いて自らを世界の創造者だと主張したため、怒ったエウリュノメーに踏みつけられた上に牙を抜かれ、地下に追放されたという。